# Моли Симс
Моли Симс (на английски: Molly Sims) е американска актриса и манекенка.

## Биография
Моли Симс е родена на 25 май 1973 г. в Мъри, Кентъки, САЩ. Посещава университета Вандербилт две години, но се отказва след това работи в модна агенция в Лондон. Кариерата и като манекенка е много впечатляваща, появява се на страниците на световни модни списания като „Ел“, „Вог“, „Мари Клер“. Моли е водеща на модното предаване на МТВ „House of style“.
Звездата ѝ изгрява в сериала „Лас Вегас“ в ролята на Делинда Дилайн. Участва и във филма „Старски и Хъч“, а през 2005 г. е в журито на конкурса за красота „Мис САЩ“.